# Chiyoda (1890)
Chiyoda (jap. 千代田) – pierwszy krążownik pancerny zbudowany dla Japońskiej Cesarskiej Marynarki Wojennej; jedyny okręt swojego typu. Zbudowany przez stocznię J&G Thomson (później kupioną przez John Brown & Company) w Clydebank w Wielkiej Brytanii, służył podczas trzech wojen: chińsko-japońskiej, rosyjsko-japońskiej i I wojny światowej.

## Konstrukcja
W 1883 roku Japończycy zamówili we Francji krążownik pancernopokładowy „Unebi”, który z powodu złej stateczności zatonął podczas dziewiczego rejsu do kraju. Za pieniądze uzyskane z odszkodowania za utracony w sztormie okręt (ponad 1245 tys. jenów) postanowili zamówić kolejny krążownik, tym razem w stoczni brytyjskiej. Okręt zbudowano według planów dostarczonych przez Japończyków, aczkolwiek stocznia wprowadziła nieco poprawek, konsultowanych z projektantami.
Krążownik miał niewielką wyporność (2450 ton), był długi na 94,49 m, szeroki na 12,98 m, a jego zanurzenie wynosiło 4,27 m (maksymalnie 5,19 m); wysokość okrętu, od stępki do pokładu wynosiła 7,214 m. Śródokręcie okrętu chronił długi na 60 m wąski burtowy pas pancerny ze stali chromowej grubości 114 mm na linii wodnej, uzupełniony sięgającym od dziobu do rufy pokładem pancernym o grubości od 25 do 37 mm (na skosach). Ponadto na linii wodnej, na całej długości był osłonięty pasem przedziałów wodoszczelnych wypełnionych celulozą. Wnętrze kadłuba podzielono ogółem na 84 wodoszczelne przedziały dla zwiększenia niezatapialności; na śródokręciu okręt posiadał podwójne dno. Jak większość okrętów swojej ery, posiadał taranową dziobnicę.
Okręt kosztował nieco ponad milion jenów. Wysokie koszty budowy i niezbyt dobre osiągi były obiektem krytyki w parlamencie i służyły jako argument do ograniczania wydatków na marynarkę wojenną. Z uwagi na wielkość, w marynarce japońskiej „Chiyoda” była zaklasyfikowana jako krążownik III klasy. Okręt klasyfikowany jest jako krążownik pancerny z powodu posiadania pancerza burtowego, mimo nieco zbyt małych rozmiarów i dość lekkiego uzbrojenia.
Okręt napędzały dwie maszyny parowe potrójnego rozprężania o mocy indykowanej 5600 hp, co dawało początkowo prędkość maksymalną 19 węzłów. Maszyny były zbliżone (choć znacznie większe) do zastosowanych w hiszpańskim niszczycielu „Destructor”. Kolejne cylindry miały średnicę 660, 990 i 1448 mm; skok tłoka wynosił 686 mm; wszystkie cylindry wyposażono w zawory tłoczkowe. Cylindry wsparte były na ramie z kutej stali, przynitowanej do płyty ze stali odlewowej. Konstrukcja silników miała zapewnić maksymalną wytrzymałość przy danej wadze, zapewniając równocześnie komfort obsługi. Maszyny napędzały dwa puste wały napędowe z prędkością do 230 obr./min.
Parę do silników dostarczało sześć kotłów typu lokomotywowego, ustawionych w dwóch osobnych przedziałach wodoszczelnych (kotłownie znajdowały się przed maszynownią). Stalowe, dwupaleniskowe kotły miały ok. 6 m długości i 2,1 m średnicy; wyposażone były w instalację do forsowania ciągu. Podczas prób w 1891 roku okręt rozwinął, przy forsowanym ciągu, moc 5675 KM i prędkość 19,5 węzła, natomiast we wrześniu 1903 roku osiągał (przy normalnym ciągu) moc 3856 KM i prędkość 17,4 węzła. Zapas węgla wynosił standardowo 240 lub 330 ton, a maksymalny 420 ton. Przewidywane podczas konstrukcji zużycie węgla przy prędkości ekonomicznej 10 węzłów miało wynieść mniej niż 12 ton na dobę, co miało dać zasięg ok. 8500 mil morskich (rzeczywisty zasięg wynosił ok. 6000 Mm przy 10 w.).
Pierwotne kotły typu lokomotywowego sprawiały problemy, więc podczas remontu w Kure między kwietniem 1897 a majem 1898 roku wymieniono je na 12 francuskich kotłów wodnorurkowych typu Belleville. Według F.T. Jane’a miały być one dostosowane do dającego więcej popiołu japońskiego węgla. Wtedy też zdjęto z masztów ciężkie marsy bojowe dla poprawy stabilności.

## Uzbrojenie

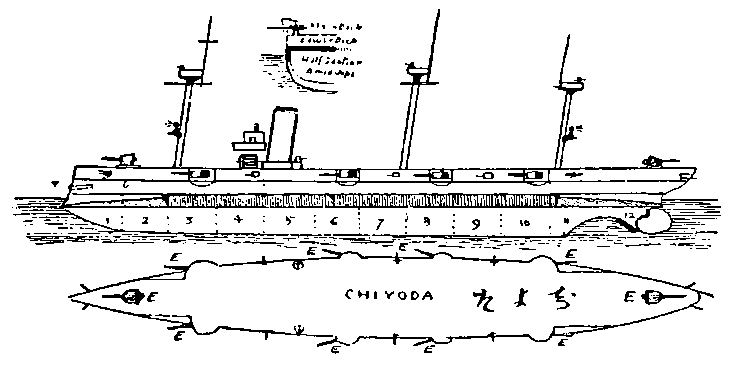
Plan okrętu z zaznaczonym opancerzeniem i uzbrojeniem

Pierwotnie planowano uzbroić krążownik w dwie armaty Caneta kal. 320 mm, ale obawiając się przeciążenia po katastrofie „Unebi”, zainstalowano lżejsze szybkostrzelne działa 120 mm, produkcji zakładów Armstronga w Elswick. Były to nowe działa strzelające amunicją z łuską (ang. quick firing – QF), dzięki czemu miały niemal sześciokrotnie większą szybkostrzelność niż działa, do których ładowano proch w woreczkach (za czym szła konieczność przetarcia komory zamkowej po każdym strzale). Działa miały lufy o długości 40 kalibrów, ważyły dwie tony, używały 5,5 kg (12 lb) ładunków prochu, by wystrzelić pociski ważące 20,5 kg (45 lb) z prędkością wylotową 667 m/s. Według szacunków, w ciągu 10 minut okręt był w stanie wystrzelić 300 pocisków o łącznej wadze 13 500 funtów, więcej niż pozornie ciężej uzbrojona „Naniwa” (7000 lb).
Działa, osłonięte tylko maskami, były rozmieszczone w burtowych sponsonach (z wyjątkiem dwóch, umieszczonych pojedynczo na osi okrętu na dziobie i rufie) i miały szerokie pole ostrzału. Wszystkie ustawiono na podstawach kolumnowych. Artylerię lekką stanowiło 14 armat szybkostrzelnych Hotchkissa kal. 47 mm; na marsach zainstalowano trzy kartaczownice Gatlinga. Okręt posiadał trzy wyrzutnie torpedowe: jedną na dziobie i po jednej na każdej burcie (kal. 356 mm lub 450 mm).

## Służba

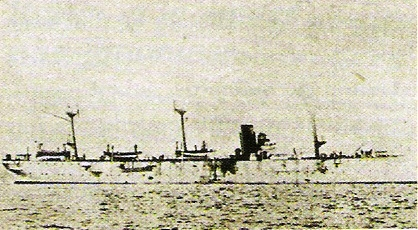
„Chiyoda” w początkowym okresie służby

Okręt został przekazany zamawiającemu 1 stycznia 1891 roku i dopłynął do Japonii 11 kwietnia tego roku. 5 września 1892 roku dowódcą okrętu został książę Takehito Arisugawa; 12 grudnia krążownik wszedł w skład sił Eskadry Stałej Gotowości. 26 lutego 1894 roku dowództwo jednostki objął kmdr Masatoshi Uchida (późniejszy wiceadmirał).
Tuż przed wybuchem I wojny chińsko-japońskiej okręt został wysłany do Czemulpo (Inczon) w Korei, by ubezpieczać japońskie siły. Następnie „Chiyoda” wzięła udział w bitwie u ujścia Jalu, gdzie została trafiona ciężkim pociskiem 305 mm. Granat szczęśliwie ominął pas pancerny górą, a że nie był wypełniony materiałem wybuchowym, przeszedł na wylot, nie powodując większych uszkodzeń. Nikt też nie odniósł obrażeń („Chiyoda” była jedynym okrętem, który nie poniósł w tej bitwie strat w ludziach). Następnego dnia po bitwie, kuter z krążownika dobił miną wytykową uszkodzony i osadzony na skałach krążownik „Yangwei”.
Podczas operacji zmierzających do zdobycia Lüshun (Portu Artura), najważniejszej chińskiej bazy marynarki wojennej, krążownik wspierał działania armii lądowej. Piechota morska z „Chiyody” jako pierwsza wylądowała pod Hayankou i ubezpieczała desant sił głównych, a podczas szturmu na główną twierdzę okręt ostrzeliwał chińskie forty. Następnie „Chiyoda” uczestniczyła w oblężeniu Weihaiwei. Po zakończeniu wojny weszła w skład eskadry wysłanej przeciw Tajwanowi i razem z „Takachiho”, „Matsushimą” i „Naniwą” ostrzeliwała forty chińskie podczas ataku na Keelung. Po kampanii tajwańskiej, 28 września 1895 roku, okręt przejął kmdr Tsunesaku Itō.

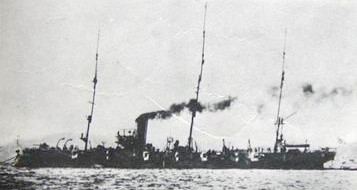
„Chiyoda” ok. 1900 r.

Od 7 maja do 28 sierpnia 1903 roku okręt zabezpieczał japońskie interesy, stacjonując w Czyfu (ob. Yantai), a od 29 września 1903 roku do wybuchu wojny rosyjsko-japońskiej – w Czemulpo (ob. Inczon). Podczas wojny, w latach 1904–1905 „Chiyoda” została przyporządkowana do 6. Dywizjonu 3. Floty. 9 lutego 1904 roku wsparła okręty 4. Eskadry 2. Floty w bitwie pod Czemulpo. Podczas oblężenia Portu Artura 26 lipca 1904 roku jednostka wpadła na rosyjską minę i została poważnie uszkodzona (7 zabitych, 27 rannych). Okręt odholowano do Dalnego i wyremontowano. 12 stycznia 1905 roku dowództwo przejął książę Yorihito Higashifushimi (w latach 1895-97 był zastępcą dowódcy krążownika). Naprawiony okręt wziął udział w bitwie pod Cuszimą, w eskadrze krążowników atakujących rosyjską straż tylną.
W 1912 roku „Chiyodę” przeklasyfikowano na okręt obrony wybrzeża II rangi. Mimo swojego wieku uczestniczyła w oblężeniu Qingdao na początku I wojny światowej, w 1914 roku.
W 1920 roku przekształcono „Chiyodę” w okręt-bazę dla okrętów podwodnych. Dwa lata później, w kwietniu 1922 roku skreślono ją z listy floty i rozbrojono w Kure, by w 1927 roku zezłomować. Według części źródeł, okręt zatopiono 5 sierpnia 1927 roku jako okręt-cel, pociskami kalibru 203 mm japońskich krążowników ciężkich.